# Agnes Miegel
Agnes Miegel (* 9. März 1879 in Königsberg i. Pr.; † 26. Oktober 1964 in Bad Salzuflen) war eine deutsche Dichterin und Journalistin. Wegen ihrer bewundernden bzw. affirmativen Haltung zu Adolf Hitler und dem NS-Staat geriet sie nach dem Krieg zunehmend in Kritik.

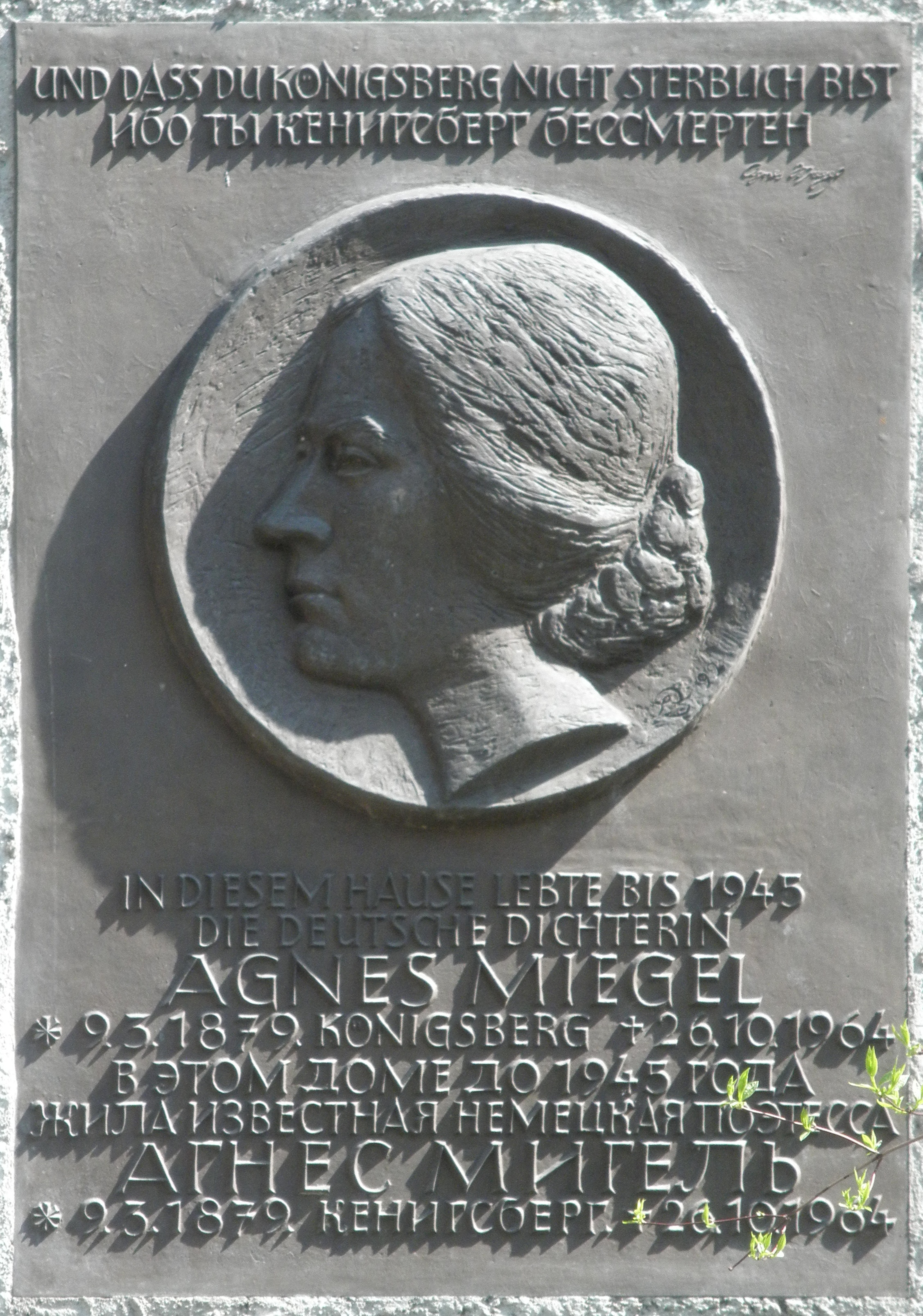
Gedenktafel von 1992 am vormaligen Wohnhaus in Kaliningrad (früher: Königsberg), 2015 entfernt

## Leben

### Kaiserreich und Weimarer Republik
Ihre Vorfahren mütterlicherseits lebten in Filzmoos am Oberhofgut, dem ältesten Anwesen im Salzburger Land. Sie gehörten zu den Salzburger Exulanten, die 1732 von Friedrich Wilhelm I. (Preußen) nach Ostpreußen gerufen wurden. Agnes war das einzige Kind des Kaufmanns Gustav Adolf Miegel und seiner Frau Helene geborene Hofer.
Miegel besuchte die Höhere Mädchenschule in Königsberg und lebte dann von 1894 bis 1896 in einem Pensionat in Weimar, wo sie erste Gedichte schrieb. 1898 verbrachte sie drei Monate in Paris, eine weitere Studienreise führte sie nach Italien. Um 1900 fand sie in Göttingen Anschluss an einen literarischen Kreis, welchem auch Lulu von Strauß und Torney und Börries von Münchhausen angehörten. Umgehend entstand eine Liebesbeziehung zu Münchhausen, die er 1902 wegen des Standesunterschieds beendete. Miegel sah Münchhausen als ihren Lehrmeister auf jedem, auch auf künstlerischem Gebiet an. Nach dem Ende der Beziehung sah sie sich als „das unselige Geschöpf, das ihn zur Sünde verleitet“ habe.

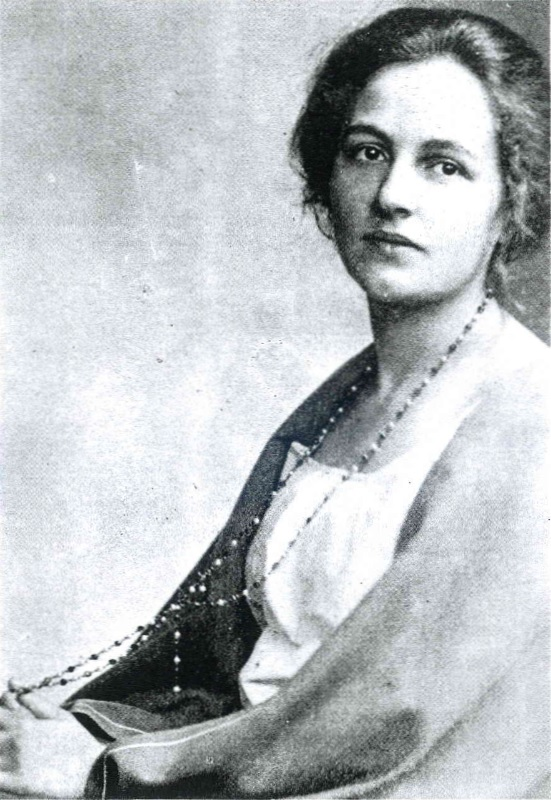
Agnes Miegel (1902)

Ab 1900 machte Miegel eine Ausbildung als Kinderkrankenschwester in einem Berliner Kinderkrankenhaus und war von 1902 bis 1904 als Erzieherin im Mädcheninternat Clifton High School in Bristol in England tätig. 1904 besuchte sie das Lehrerseminar in Berlin, musste wegen Erkrankung abbrechen und ging 1905 in eine landwirtschaftliche Maidenschule bei München. Sie arbeitete auch kurzzeitig als Journalistin in Berlin.
1906 kehrte Agnes Miegel, für ihre Zeit bereits eine weitgereiste und welterfahrene junge Frau, nach Königsberg zurück, um ihre kranken Eltern und insbesondere ihren erblindenden Vater bis zu seinem Tod im Jahre 1917 zu pflegen. Sie war in diesen zehn Jahren nur sehr wenig künstlerisch aktiv und beklagte ihren wenig abwechslungsreichen Alltag. Sie nutzte diese Zeit dennoch, um ausgiebig historische wie auch mythische Literatur zu lesen, und wurde aufgrund der Erzählungen ihres Vaters zur leidenschaftlichen Ostpreußin. Dies spiegelte sich fortan in ihrem Werk.
1919 nahm Miegel die junge Elise Schmidt als Haushälterin auf und adoptierte sie später. Von 1920 bis 1926 war Miegel Redakteurin des Feuilletons der Ostpreußischen Zeitung. Sie lebte bis 1945 in Königsberg, unterbrochen von größeren Reisen, und arbeitete dort als Journalistin, Autorin und seit 1927 als freie Schriftstellerin. In dieser Zeit erlangte Ostpreußen aufgrund der anhaltenden Folgen des Ersten Weltkriegs und seiner isolierten Lage besondere Aufmerksamkeit innerhalb Deutschlands, und die Heimatgedichte Miegels verschafften ihr weithin Anerkennung.
1923 schrieb Miegel an Lulu von Strauß und Torney: „Rechts stehen meine nächsten Blutsverwandten, stehn die Menschen, die ich hier am höchsten achte, stehn Vorgesetzte und Menschen, die zu mir hielten – und ich stehe innerlich nicht zu ihrer Sache, wie sie sich auswuchs – so konservativ wie mein Wesen auch ist – und ich weiß doch ziemlich genau, daß ich mit Blut und Leben dafür einstehen werde.“
Zusammen mit Hans Leip, Hans Franck, Hans Friedrich Blunck, Wilhelm Scharrelmann und Manfred Hausmann gründete sie 1924 in Bremen die konservative bis völkisch-national ausgerichtete Autorenvereinigung Die Kogge, die 1934 im Zuge der nationalsozialistischen Gleichschaltungspolitik aufgelöst und in der im Oktober 1933 gegründeten Reichsschrifttumskammer mit anderen Autorenvereinigungen zusammengefasst wurde. Miegel stand allgemein- und literaturpolitisch auch dem „Wartburgkreis“ nahe. In diesem 1930 von Münchhausen begründeten Zusammenschluss kamen nationalsozialistische und nationalkonservative Autoren und Gegner der demokratischen Republik zusammen. Miegel gehörte zu den begeisterten Anhängerinnen der NS-Bewegung. Seit Jahren hatten die im Wartburgkreis zusammengeschlossenen Autoren durchzusetzen versucht, dass als deutsche Literatur nur zu gelten habe, was „sich gegen internationalistische, modernistische und pazifistische Tendenzen“ richte. Dafür stand für sie die Weimarer Republik.

### Nationalsozialismus

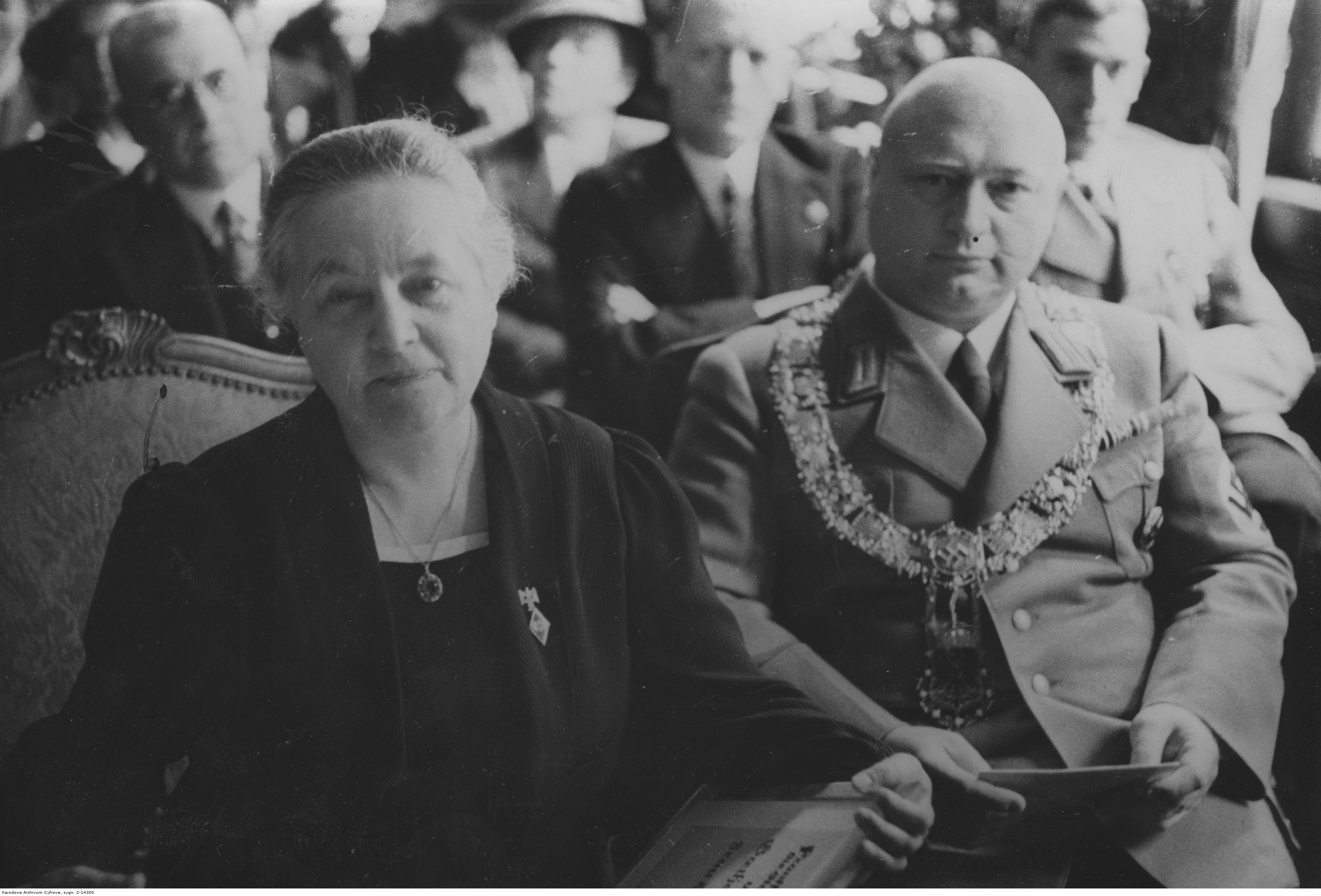
Agnes Miegel mit dem Frankfurter Oberbürgermeister Friedrich Krebs, 1940

Miegel, bislang eher unpolitisch gewesen, passte als besonders heimatverbundene Dichterin hervorragend in die Blut-und-Boden-Ideologie der NS-Bewegung. Seit Jahren hatten die im Wartburgkreis zusammengeschlossenen Autoren durchzusetzen versucht, dass als deutsche Literatur nur zu gelten habe, was „sich gegen internationalistische, modernistische und pazifistische Tendenzen“ richte. Für diese Autoren war die Weimarer Republik dafür das Sinnbild. Miegel hingegen wurde durch NS-Aktivisten zur Ikone stilisiert. Die Autorin ließ sich bereits früh vereinnahmen, schrieb Gefälligkeitsgedichte und wurde angesichts der außenpolitischen Erfolge Hitlers, welche Ostpreußen anscheinend absicherten, zur begeisterten Anhängerin des Diktators.
1933 wurde Miegel nach Rücktritt und Ausschluss von NS-Gegnern aus der Preußischen Akademie der Künste gemeinsam mit Werner Beumelburg, Hans Friedrich Blunck, Hans Grimm, Hanns Johst, Erwin Guido Kolbenheyer, Börries von Münchhausen, Wilhelm Schäfer, Hermann Stehr und Emil Strauß in deren Senat berufen und zusätzlich zum Vorstandsmitglied gemacht. Bis auf Beumelburg waren alle neuen Senatoren Mitglieder des Wartburgkreises. Ab 1933 schrieb sie unter anderem regelmäßig Artikel für die nationale, die Stellung des starken Staates betonende Wochenzeitschrift Deutsche Zukunft.
Im selben Jahr unterschrieb Miegel als eine von neun Frauen das von insgesamt 88 deutschen Autorinnen und Autoren abgegebene Gelöbnis treuester Gefolgschaft für Adolf Hitler. Sie schloss sich in diesem Jahr der NS-Frauenschaft an. Nach dem Tod des Reichspräsidenten Paul von Hindenburg unterschrieb sie den Aufruf der Kulturschaffenden zur „Volksbefragung“ wegen der Zusammenlegung des Amtes des Reichspräsidenten und des Reichskanzlers in der Person Hitlers. 1939 nahm sie das Ehrenzeichen der Hitlerjugend entgegen. Am 2. April 1940 beantragte sie die Aufnahme in die NSDAP und wurde zum 1. Juli 1940 aufgenommen (Mitgliedsnummer 8.145.438).
Miegel ging auf Vortrags- und Lesereisen, bekam Ehrenbürgerschaften verliehen und durfte ohne Einschränkungen publizieren. Dem Nationalsozialismus gegenüber bezog sie eine unkritische und befürwortende Haltung und hat sich davon zu keinem Zeitpunkt distanziert. Sie war begeistert von Adolf Hitler. Ihre Einstellung wird an Glorifizierungen Hitlers deutlich, unter anderem in Karl Hans Bühners Anthologie Dem Führer (1938):
„Laß in deine Hand,

Führer, uns vor aller Welt bekennen;

Du und wir,

nie mehr zu trennen

stehen ein für unser deutsches Land.“
1939 schrieb sie: „Ich traue auf Gott und den Führer, nicht so kindlich und bequem, wie Viele es tun, sondern so, wie man als Deutscher und Ostgermane seinem Schicksal vertraut.“
Nach dem Überfall auf Polen veröffentlichte Miegel 1940 ihren Gedichtband Ostland mit den Versen „[…] Übermächtig / füllt mich demütiger Dank, dass ich dies erlebe, / Dir noch dienen kann, dienend den Deutschen / Mit der Gabe, die Gott mir verlieh!“ Auch eine Hinwendung zu Blut-und-Boden-Themen ist festzustellen. Bereits 1934 begründete sie in einem Brief an den NS-Schriftsteller und -Kulturpolitiker Hans Friedrich Blunck, weshalb sie noch kein Parteimitglied sei, wiewohl sie sich zum Nationalsozialismus bekannte: Sie betrachte es, teilte sie mit, als eine „Schuld“, sich später als andere dem Nationalsozialismus angeschlossen zu haben. Sie habe nicht als „Gelegenheitsjäger“ erscheinen wollen. Ihre Bekenntnisse – „denn ich bin Nationalsozialist“ – würden so vielleicht „überzeugender auf andere“ einwirken. „Wir werden“, erklärte sie, „ein nationalsozialistischer Staat sein – oder wir werden nicht sein!“ Diese zweite Möglichkeit jedoch würde „der Untergang nicht nur Deutschlands“ sein, sondern „der Untergang des weißen Mannes.“
1939 widmete sie der Reichsfrauenführerin Gertrud Scholtz-Klink ein Gedicht. In der Erzählung Das Lösegeld und anderen Werken lassen sich Elemente der NS-Vererbungs- und Rassenideologie nachweisen, da sowohl Figuren, die eine Zeitlang einer anderen als niedrigerstehend empfundenen Kultur (hier der Tataren) ausgesetzt waren, als auch deren Kinder Veränderungen hinsichtlich ihres Verhaltens und Aussehens aufweisen, die von Miegel mit negativen Konnotationen verbunden wurden. Deutlich rassistische oder gar antisemitische Herabwürdigungen anderer Gruppen finden sich allerdings nicht in ihrem Werk.
Als bekannte ostpreußische Heimatdichterin wurde sie zu einem „literarischen Aushängeschild“ des NS-Regimes. 1940 erhielt sie den Goethe-Preis der Stadt Frankfurt am Main, in dessen Verwaltungsrat seit 1935 sowohl Heinrich Himmler als auch Joseph Goebbels saßen. Im August 1944, in der Endphase des Zweiten Weltkrieges, wurde sie von Hitler als „überragendes nationales Kapital“ in die Sonderliste der „Gottbegnadeten-Liste“ mit den sechs wichtigsten deutschen Schriftstellern aufgenommen, was sie von sämtlichen Kriegsverpflichtungen befreite.
Carl Zuckmayer schrieb in seinem 1943/44 verfassten Geheimreport über Miegel und Ina Seidel, diese seien zwar „keine Nazimegären oder Frauenschaftsführerinnen“ geworden, aber einer „völligen Hirnvernebelung“ verfallen, „in deren trübem Qualm sich Hitler als der gottgesandte Erlöser der Deutschen“ dargestellt habe.

### Nach 1945
Im März 1945 flüchtete sie mit Nachbarn und dem befreundeten Lyriker Walter Scheffler vor der heranrückenden Roten Armee nach Westen. Über Kopenhagen gelangten sie in das dänische Flüchtlingslager Oksbøl. 1946 kehrte Agnes Miegel nach Deutschland zurück und fand Aufnahme in der britischen Besatzungszone im Schloss Apelern bei der Familie von Münchhausen. 1948 zog sie nach Bad Nenndorf und lebte dort bis zu ihrem Lebensende bei ihrer Adoptivtochter Elise (1897–1972). Sie blieb weiterhin geschätzt, insbesondere unter Heimatvertriebenen. Im Juli 1961 wurde sie vom SPD-Politiker Willy Brandt in ihrem Haus besucht.
Nach 1945 bemerkte Agnes Miegel zu ihrer Haltung und ihren Aktivitäten im Nationalsozialismus: „Dies habe ich mit meinem Gott alleine abzumachen und mit niemand sonst.“ Vom Nationalsozialismus distanzierte sich Miegel nicht.

## Bewertung nach 1945
Nach dem Ende des NS-Staats wurden in der Sowjetischen Besatzungszone Miegels Gedichtband Ostland (Jena 1940) und das von Karl Plenzat über Agnes Miegel herausgegebene Buch Werden und Werk (Leipzig 1938) auf die Liste der auszusondernden Literatur gesetzt.
In der Bundesrepublik dagegen kam es nach 1945 zu zahlreichen Ehrungen. Eine hervorgehobene Rolle spielten dabei Zusammenschlüsse der Ostflüchtlinge und -vertriebenen („Landsmannschaften“). Aus der Mystifizierung der ostpreußischen Tradition entwickelte Miegel eine verklärende Erinnerungspoesie und wurde damit zur Identifikationsfigur für Vertriebene und entsprechend geehrt. Die Deutsche Bundespost gab 1979 eine Briefmarke als Sondermarke zu ihrem 100. Geburtstag heraus. In dem ehemaligen Wohnhaus in Bad Nenndorf wurde ein als Agnes-Miegel-Haus bezeichnetes Literaturmuseum eingerichtet, das der Namensgeberin gewidmet ist. Betrieben wird es von der literarischen Agnes-Miegel-Gesellschaft, die dort auch ihren Sitz hat. Die Straße, an der das Gebäude liegt, ist ebenfalls nach Miegel benannt. Zusätzlich wurde in einem Park ein Agnes-Miegel-Denkmal aufgestellt.
Mit der seit den 1990er Jahren einsetzenden distanzierten Neubewertung von Personen, die im NS-Regime von Bedeutung gewesen und über dessen Ende hinaus geehrt worden waren, setzte sich eine ablehnende Haltung auch gegenüber dem „Erinnerungskult“ (Anke Sawahn) im Fall Miegel durch.
In den Literaturgeschichten gelangte sie über Kurzbemerkungen nicht mehr hinaus. Der führende Literaturkritiker Marcel Reich-Ranicki ordnete Miegel als Autorin ein, die gläubig Hitler huldigte (1998, 2014), und rechnete sie jenen zu, die vom NS-Regime gefördert wurden (1999). Dennoch nahm er drei ihrer Gedichte in seine Anthologie Der Kanon (2005) auf. Das Handbuch der deutschsprachigen Exilliteratur (2013) sieht sie in jener Gruppe von Autoren, die „mit dem Regime zusammengearbeitet haben“, während die Neue deutsche Literaturgeschichte Miegels Lyrik als lobrednerische „Führer-Lyrik“ charakterisiert.
Nach dem Ende des NS-Regimes waren in Westdeutschland zunächst eine große Zahl öffentlicher Örtlichkeiten (Schulen, Straßen u. a.) nach Agnes Miegel benannt worden. Das wurde nun von den kommunalen Vertretungen häufig wieder zurückgenommen, weil diese Ehrungen als unangemessener Umgang mit dem Nationalsozialismus und mit NS-Belasteten gewertet wurden. So wurde in Herzogenrath (bei Aachen) durch Beschluss des Stadtrats zum ersten September 2023 die Agnes-Miegel-Straße in Ruth-Liepman-Straße umbenannt. In Volkmarsen beschloss die Stadtverordnetenversammlung am 29. Oktober 2024, das Straßenschild mit einem Zusatzschild zu versehen, auf dem erklärt wird: „Die ostpreußische Dichterin Agnes Miegel (1879–1964) zählte zur völkischen Heimatkunst, die den Weg bereitete für die nationalsozialistische Kulturpolitik. Sie bekannte sich in ihren Schriften zum Nationalsozialismus und seiner Rassenideologie und war eine glühende Verehrerin Adolf Hitlers. Heute würde eine Straße so nicht mehr benannt werden.“
2014 berief die Stadt Hannover einen Beirat aus Fachleuten zur Überprüfung, ob es bei Personen als Namensgeber für Straßen „eine aktive Mitwirkung im Nazi-Regime oder schwerwiegende persönliche Handlungen gegen die Menschlichkeit gegeben hat“. Er regte die Umbenennung der nach Miegel benannten Straße an. Der Beirat bezeichnet sie als „kontinuierlich arbeitende Stütze des NS-Regimes im publizistischen Betrieb der Diktatur seit 1933“. Mit „kriegsverherrlichenden und antisemitischen Schriften“ habe sie sich im „Kielwasser der NS-Ideologie“ bewegt. Nach 1945 habe sich Miegel nicht distanziert. 2016 wurde der Miegelweg in Igelweg umbenannt. Über eine Umbenennung der Agnes-Miegel-Straße in München-Bogenhausen wird ebenfalls diskutiert. Die Straße steht auf einer Shortlist umstrittener Straßennamen, die das Münchner Stadtarchiv 2021 veröffentlichte. 2024 wurde die Agnes-Miegel-Straße in der Stadt Herten nach einem Beschluss im Stadtrat in Bergmannsweg umbenannt.
In Wunstorf wurde 1968 auf Initiative eines Bekannten der Dichterin ein Gedenkstein am Blumenauer Kirchweg aufgestellt. Der Gedenkstein ist abgebaut, die nach ihr benannte Straße soll umbenannt werden.

## Auszeichnungen und deren Rücknahme
- 1916: Kleist-Preis

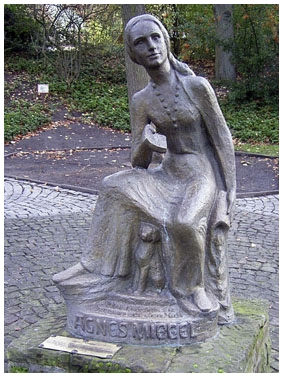
Ehemaliges Agnes-Miegel-Denkmal in Bad Nenndorf

- 1924: Ehrendoktorwürde der Albertus-Universität Königsberg bei der Königsberger Kant-Feier (1924)
- 1932: Goethe-Medaille für Kunst und Wissenschaft des Reichspräsidenten Hindenburg[41]
- 1933: Silberne Rose des Wartburgkreises
- 1935: Ehrenring des Allgemeinen deutschen Sprachvereins
- 1936: Erstverleihung der „Agnes-Miegel-Plakette“ durch die NS-Kulturgemeinde
- 1936: Johann-Gottfried-von-Herder-Preis der Stiftung F.V.S. (seit 1994 Alfred Toepfer Stiftung F.V.S.)
- 1939: Ehrenbürgerschaft der Stadt Königsberg
- 1939: Literaturpreis der Stadt Königsberg
- 1939: Schiller-Preis, gestiftet und verteilt vom Preußischen Kulturministerium (verbunden mit 7.000 Reichsmark)
- 1939: Goldenes Ehrenzeichen der Hitler-Jugend als „größte lebende deutsche Dichterin“ und für „Ihre erfolgreiche Arbeit für den BDM“ durch den Reichsjugendführer
- 1939: Ehrennadel der Hitler-Jugend
- 1940: Goethepreis der Stadt Frankfurt am Main (verbunden mit RM 10.000), zustimmungspflichtig durch den Reichsminister für Volksaufklärung und Propaganda Joseph Goebbels
- 1954: Ehrenbürgerin der Gemeinde Bad Nenndorf
- 1957: Preußenschild der Landsmannschaft Ostpreußen
- 1959: Literaturpreis der Bayerischen Akademie der Schönen Künste
- 1962: Westpreußischer Kulturpreis

1969 scheiterte der Versuch des Kreistags, die Oberschule von Bad Nenndorf in Agnes-Miegel-Gymnasium umzubenennen. Die Befürworter kamen aus allen Parteien von SPD bis NPD und wurden vom Kultusminister unterstützt. Als Gegner setzten sich Schüler („Aktionsgemeinschaft Demokratischer Schüler“), die Mehrheit der Lehrer und die Elternvertretung durch.
Im ersten Jahrzehnt nach der Jahrtausendwende wurden dann wegen Miegels Rolle in der NS-Zeit mehrere Schulen umbenannt, unter anderem nach Protesten einer lokalen Initiative in Düsseldorf-Golzheim (2008), in Osnabrück (2010, neue Namensgeberin: Bertha von Suttner), Wilhelmshaven (2010, neue Namensgeberin: Marion Dönhoff), und Willich-Schiefbahn (2008, neue Namensgeberin: Astrid Lindgren).
Straßenumbenennungen erfolgten u. a. in Bielefeld-Sennestadt (2009, neue Namensgeberin: Nelly Sachs), Celle (2011, neue Namensgeberin: Lise Meitner), Detmold (2009, neuer Straßenname: Sonnenhügel), Erftstadt-Friesheim, Ganderkesee-Elmeloh, Hannover (neuer Namensgeber: der Igel), Heiden (Kr. Borken), Lage-Hagen, Lünen-Niederaden (2012, neuer Name: Dohlenweg), Neuenkirchen (Kreis Steinfurt), Osnabrück (2010, neue Namensgeberin: Bertha von Suttner), Quickborn-Heide (Kr. Pinneberg), Ratingen (2012), Schwerte (2014, neuer Name: Kleine Feld-Straße), Velbert-Neviges und 2016 in Aachen (neuer Name auch hier: Nelly-Sachs-Straße).
2011 zog der Ardey-Verlag bereits eine Woche nach dem Erscheinen das Erinnerungsbuch Agnes Miegel. Ihr Leben, Denken und Dichten von der Kaiserzeit bis zur NS-Zeit der Herausgeberin Marianne Kopp, Vorsitzende der Agnes-Miegel-Gesellschaft, wieder aus dem Handel.
1994 wurde im Kurpark von Bad Nenndorf eine von Ernst Hackländer geschaffene Statue von Agnes Miegel eingeweiht. 2013 beschloss der Rat von Bad Nenndorf, das Miegel-Denkmal aus dem Kurpark zu nehmen. Anfang 2015 scheiterte dann ein von der Agnes-Miegel-Gesellschaft mitgetragenes Bürgerbegehren gegen dessen Entfernung aus dem öffentlichen Raum. Dabei dürfte auch von Bedeutung gewesen sein, „dass die Stadt sich seit langer Zeit gegen jährliche Neonazi-Aufmärsche zur Wehr setzt. Gerade in Bad Nenndorf habe ein solches Denkmal im Kurpark wirklich nichts verloren“. Februar 2015 wurde das Denkmal tatsächlich aus dem Kurpark entfernt. Seitdem steht es im Garten des Agnes-Miegel-Hauses.
In der Stadt Ahlen hingegen war im August 2015 ein Bürgerbegehren erfolgreich, das sich gegen eine Umbenennung der Agnes-Miegel-Straße ausgesprochen hat. In Sankt Augustin sprachen sich die Anlieger ebenfalls gegen eine Umbenennung aus. Auf Beschluss des dortigen Stadtrats wurde 2012 ein zusätzliches Legendenschild angebracht.
In Wunstorf wurde der Agnes-Miegel-Gedenkstein am Blumenauer Kirchweg entfernt.

## Schriften

Balladen und Lieder, Jena, 1910. 2. Auflage; Künstlersignatur: F.H. Ehmcke

Miegel war erst Lyrikerin, wurde dann berühmt für ihre Form der historischen Ballade, in welchen sie bevorzugt Liebe und Frauenschicksale thematisierte. Weitere Balladen nehmen sich Sagen und Märchen an, ein häufiges Motiv ist darin die von einem Elementarwesen (Wasser oder Erde) verführte Frau. Ab den 1920ern wandelte sich Miegel zur traditionsgebundenen Erzählerin. Ab der Zeit des Nationalsozialismus sei laut Günter Niggl ihre Lyrik „als Ausdruck übersteigerter Heimatliebe […] dem völkischen Ungeist nach 1933“ verfallen. Besonders ihre spätere Erinnerungsliteratur zeichnete ein verklärtes Bild vom Ostpreußen vor der Jahrhundertwende 1900.
- 1901: Gedichte. Cotta, Stuttgart.
- 1907: Balladen und Lieder. Buchgestaltung von Fritz Helmuth Ehmcke. Eugen Diederichs, Jena.
- 1920: Gedichte und Spiele. Eugen Diederichs, Jena
- 1926: Heimat. Lieder und Balladen. Ausgewählt und eingeleitet von Karl Plenzat. H. Eichblatt, Leipzig, 54 S. (Eichblatts deutsche Heimatbücher, Band 2/3)
- 1926: Geschichten aus Alt-Preußen. Eugen Diederichs, Jena.[64]
- 1926: Die schöne Malone. Erzählung. Nachwort von Karl Plenzat. H. Eichblatt, Leipzig. (Eichblatts deutsche Heimatbücher, Bd. 1)
- 1927: Spiele. Dramatische Dichtungen. Eugen Diederichs, Jena
- 1927: Gesammelte Gedichte. Eugen Diederichs, Jena
- 1928: Die Auferstehung des Cyriakus. (Mit Die Maar). Zwei Erzählungen. Hrsg. und eingeleitet von Karl Plenzat. Umschlag-Titelbild von Carl Streller. H. Eichblatt, Leipzig. (Eichblatts deutsche Heimatbücher, Bd. 19)
- 1930: Kinderland. Heimat- und Jugenderinnerungen. Eingeleitet und hrsg. von Karl Plenzat. H. Eichblatt, Leipzig. 68 S. (Eichblatts deutsche Heimatbücher, Bd. 47/48)
- 1931: Dorothee. (Mit Heimgekehrt). Zwei Erzählungen. Gräfe und Unzer, Königsberg/Pr. (Ostpreußen – Bücher, Bd. 10)
- 1932: Heinrich Wolff. Gräfe und Unzer, Königsberg/Pr. (Bilderhefte des deutschen Osten, Heft 11)
- 1932: Herbstgesang, Gedichte. Eugen Diederichs, Jena.
- 1933: Weihnachtsspiel. Gräfe und Unzer, Königsberg/Pr.
- 1933: Kirchen im Ordensland – Gedichte. Gräfe und Unzer, Königsberg/Pr.
- 1933: Der Vater. Drei Blätter eines Lebensbuches. Eckart, Berlin – Steglitz 1933 (Der Eckart–Kreis, Bd. 7)
- 1933: Die Fahrt der sieben Ordensbrüder. Eugen Diederichs, Jena (Deutsche Reihe, Band 3)
- 1934: Gang in die Dämmerung – Erzählungen. Eugen Diederichs, Jena.
- 1935: Das alte und das neue Königsberg. Gräfe und Unzer, Königsberg/Pr.
- 1935: Deutsche Balladen. Eugen Diederichs, Jena.
- 1936: Unter hellem Himmel, Erzählungen. Eugen Diederichs, Jena.
- 1936: Kathrinchen kommt nach Hause, Erzählungen. Eichblatt, Leipzig.
- 1936: Noras Schicksal, Erzählungen. Gräfe und Unzer, Königsberg/Pr.
- 1937: Das Bernsteinherz, Erzählungen. Reclam, Leipzig.
- 1937: Audhumla, Erzählungen. Gräfe und Unzer, Königsberg/Pr.
- 1937: Herden der Heimat. Erzählungen mit Zeichnungen von Hans Peters. Gräfe und Unzer, Königsberg/Pr.
- 1938: Und die geduldige Demut der treuesten Freunde, Versdichtung. Bücher der Rose, Langewiesche-Brandt, Ebenhausen.
- 1938: Viktoria, Gedicht und Erzählung. Gesellschaft der Freunde der deutschen Bücherei, Ebenhausen.
- 1939: Frühe Gedichte. (Neuausgabe der Gedichte von 1901). Cotta, Stuttgart.
- 1939: Herbstgesang. Eugen Diederichs, Jena.[65]
- 1939: Die Schlacht von Rudau, Spiel. Gräfe und Unzer, Königsberg/Pr.
- 1939: Herbstabend, Erzählung. Privatdruck, Eisenach.
- 1940: Ostland. Gedichte. Eugen Diederichs, Jena.
- 1940: Im Ostwind, Erzählungen. Eugen Diederichs, Jena.
- 1940: Wunderliches Weben, Erzählungen. Langen und Müller, Königsberg/Pr.
- 1940: Ordensdome. Gräfe und Unzer, Königsberg/Pr.
- 1944: Mein Bernsteinland und meine Stadt. Gräfe und Unzer, Königsberg/Pr.
- 1949: Du aber bleibst in mir, Gedichte. Seifert, Hameln.
- 1949: Die Blume der Götter, Erzählungen. Eugen Diederichs, Köln.
- 1951: Der Federball, Erzählungen. Eugen Diederichs, Köln.
- 1951: Die Meinen, Erzählungen. Eugen Diederichs, Köln.
- 1952: Ausgewählte Gedichte. Eugen Diederichs, Köln.
- 1952–1955: Gesammelte Werke. (G.W.). Eugen Diederichs, Köln.
  - Bd. 1: Gesammelte Gedichte.
  - Bd. 2: Gesammelte Balladen.
  - Bd. 3: Stimme des Schicksals (Erzählungen I).
  - Bd. 4: Seltsame Geschichten (Erzählungen II).
  - Bd. 5: Aus der Heimat (Erzählungen III).
  - Bd. 6: Märchen und Spiele.
- 1958: Truso, Erzählungen. Eugen Diederichs, Köln.
- 1959: Mein Weihnachtsbuch, Gedichte und Erzählungen. Eugen Diederichs, Köln.
- 1962: Heimkehr, Erzählungen. Eugen Diederichs, Köln.

### Biografien und biografische Einzelthemen
- Jens Riederer, Marianne Kopp (Hrsg.): Als ich nach Weimar in die Pension kam... Aus Briefen und Erinnerungen von Agnes Miegel über ihre Zeit im Mädchenpensionat 1894 bis 1896. Agnes-Miegel-Gesellschaft e. V., Bad Nenndorf 2015, ISBN 978-3-928375-30-6.
- Marianne Kopp: Agnes Miegel. Leben und Werk. Husum Druck- und Verlagsges., Husum 2004, ISBN 3-89876-116-9.
- Anni Piorreck: Agnes Miegel. Ihr Leben und ihre Dichtung. Korrigierte Neuauflage. Diederichs, München 1990, ISBN 3-424-01036-7.
- Annelise Raub: Miegel, Agnes. In: Neue Deutsche Biographie (NDB). Band 17, Duncker & Humblot, Berlin 1994, ISBN 3-428-00198-2, S. 471–473 (Digitalisat).
- Ursula Starbatty (Hrsg.): Begegnungen mit Agnes Miegel. Agnes-Miegel-Gesellschaft, Bad Nenndorf 1989, DNB 890820155 (Jahresgabe der Agnes-Miegel-Gesellschaft 1989/90).
- Jürgen Manthey: Die Sehnsucht nach dem Autoritären (Agnes Miegel), in: Ders.: Königsberg. Geschichte einer Weltbürgerrepublik. München 2005, ISBN 978-3-423-34318-3, S. 576–586.

### Sekundärliteratur
- Arthur Schulz: Agnes Miegel. In: Socialistische Monatshefte. 8=10 (1904), Heft 6, S. 448–453. FES
- Steffen Stadthaus: Agnes Miegel – fragwürdige Ehrung einer nationalsozialistischen Dichterin. Eine Rekonstruktion ihres Wirkens im Dritten Reich und in der Nachkriegszeit. In: Matthias Frese (Hrsg.): Fragwürdige Ehrungen!? Straßennamen als Instrument von Geschichtspolitik und Erinnerungskultur. Münster 2012, ISBN 978-3-87023-363-1, S. 151–178.
- Tilman Fischer: „Ostpreußen“ von Agnes Miegel. In: „Immer Grenzernot und Tränen.“ Spiegelung des Nationalismus in Ostpreußen Mitte des 20. Jahrhunderts in der deutschen Literatur. Essay beim Internetportal für Westpreußen, Ostpreußen und Pommern. Dortmund, 16. November 2009.
- Helga Neumann, Manfred Neumann: Agnes Miegel. Die Ehrendoktorwürde und ihre Vorgeschichte im Spiegel zeitgenössischer Literaturkritik. Königshausen & Neumann, Würzburg 2000, ISBN 3-8260-1877-X.
- Jurgita Katauskiené: Land und Volk der Litauer im Werk deutscher Schriftsteller des 19./20. Jhs. (H. Sudermann, E. Wiechert, A. Miegel und J. Bobrowski). Verlag Matrica, Vilnius 1997, ISBN 9986-645-04-2 (zugleich Dissertation; Universität Frankfurt am Main 1997).
- Annelise Raub: Nahezu wie Schwestern. Agnes Miegel und Annette von Droste-Hülshoff. Grundzüge eines Vergleichs. Agnes-Miegel-Gesellschaft, Bad Nenndorf 1991, ISBN 3-928375-10-5 (Jahresgabe der Agnes-Miegel-Gesellschaft 1991).
- Harold Jensen: Agnes Miegel und die bildende Kunst. Rautenberg, Leer 1982, ISBN 3-7921-0261-7 (Jahresgabe der Agnes-Miegel-Gesellschaft 1982/83).
- Walther Hubatsch: Ostpreussens Geschichte und Landschaft im dichterischen Werk von Agnes Miegel. Agnes-Miegel-Gesellschaft, Minden 1978, DNB 800867432.
- Alfred Podlech (Bearb.): Agnes-Miegel-Bibliographie. Agnes-Miegel-Gesellschaft, Minden 1973, DNB 750830662 (Jahresgabe der Agnes-Miegel-Gesellschaft 1973).
- Klaus-Dietrich Hoffmann: Das Menschenbild bei Agnes Miegel. Mit einem Literaturverzeichnis. (=  Veröffentlichungen der Ostdeutschen Forschungsstelle im Lande Nordrhein-Westfalen; Reihe A. Nr. 16). Ostdeutsche Forschungsstelle im Lande Nordrhein-Westfalen, Dortmund 1969, DNB 720280346 (zugleich Dissertation; University of Iowa, Iowa City 1967).
- Ruth Pietzner: Die Natur im Werk Agnes Miegels. (= Rostocker Studien. Band 2). Hinstorff, Rostock 1937, DNB 362041857 (zugleich Dissertation, Universität Rostock).
- Uwe Wolff: Agnes Miegel und das Leben in Quarantäne. Neustadt an der Orla 2020. ISBN 978-3-95930-223-4.